# Marianne Cotrin
Marianne Cotrin (Resende, 1 de setembro de 1974) é uma modelo brasileira, que tornou-se notória no início dos anos 90 após ter vivido um romance com o astro pop estadunidense Prince. Deste romance, Prince escreveu a canção "The Most Beautiful Girl In The World" para ela, que também acabou por estrelar o clipe da canção, em 1994. Quando os dois se conheceram, ela tinha apenas 16 anos.
Atualmente se dedica ao paraquedismo desportivo, esporte pelo qual ela é vice-campeã mundial, na modalidade acrobacia aérea

## Carreira
Natural de Resende, no Rio de Janeiro, Marianne Cotrin iniciou sua carreira de modelo ainda muito jovem, e durou até 2012. Neste tempo, ela desfilou para marcas famosas, como Valentino, Prada e Ralph Lauren, e estrelou alguns videoclipes. Conforme reportagem do programa Fantástico, da Rede Globo (exibido no dia 23 de abril de 2016), desde 2012, quando ela largou a carreira de modelo, ela passou a se dedicar ao paraquedismo desportivo, esporte pelo qual ela é vice-campeã mundial, na modalidade acrobacia aérea
A velocidade mais rápida atingida por ela foi de 367.81 km/h, o que lhe confere o recorde brasileiro da modalidade.

### Trabalhos de destaque como modelo

#### Televisão
- 1990 - Estrelou a abertura da novela Araponga, da TV Globo.[4]

#### Aparições em Revistas
- 1992 – Trip Girl: Revista Trip Vol. 5, nº 25 [9]
- 1997 – Capa da revista Mulher de Hoje (Vol. 207 / Abr/97)[10]

#### Videoclipes
- 1994 - Prince - "The Most Beautiful Girl In The World"[11]
- 1996 - Vasco Rossi - "Gli Angeli"[12]

### Principais Resultados e Conquistas no Paraquedismo Desportivo
- 2009 - 8° Lugar - World Cup 2009 Prostejov- Czech republic Freestyle (cameraman)[8]
- 2008 - 6° Lugar - World Championship 2008 Maubeuge – France Freestyle (cameraman)[8]
- 2007 - Prata - Italian championships 2007 Cumiana –Turin[8]
- 2007 - Prata - European Championship 2007 STUPINO RUSSIA[8]
- 2007 - Prata - World Cup 2007 STUPINO RUSSIA[8]
- 2006 - 7° Lugar - World skydiving Championship 2006 Gera – Germany[8]
- 2006 - Ouro - Italian Championship 2006 Pontecagnano – Salerno[8]
- 2004 - Prata - Italian Championship Artistic discipline 2004 (freestyle)[8]
- 2004 - 6° Lugar - World Championship of artistic disciplines 2004 Boituva – Brazil – (freestyle)[8]
- 2004 - Prata - Skydiving Golden Gala October 2004 Ravenna –Italy – (freestyle)[8]
- 2003 - Ouro - Trophy of Thiene City artistic disciplines (freestyle)[8]
- 2003 - Bronze - Trophy of Thiene City artistic disciplines (free fly)[8]
- 2003 - Bronze - Space games 14° edition Freestyle 2003 Italy[8]
- 2002 - Prata - Speed skydiving World Cup 2002 Holland[8]
- 2002 - Bronze - Speed skydiving World Cup 2002 Italy[8]
- 2002 - Bronze - Speed skydiving World Cup 2002 Switzerland[8]
- 2002 - 4° Lugar - Speed skydiving World Cup 2002 France[8]
- 2001 - vice-campeã mundial na Inglaterra, na modalidade acrobacia aérea[13]
- 2001 - Bronze - Speed skydiving Word Cup 2001 Switzerland[8]
- 2001 - Bronze - Speed skydiving Word Cup 2001 Spain[8]